# 무환자나무
무환자나무(無患者-, Sapindus mukorossi)는 낙엽이 지는 활엽교목으로서, 높이가 30m 이상인 큰 나무이다.
잎은 길이 30cm 이상의 큰 깃꼴 겹잎으로, 어긋나며, 긴 잎자루와 4-6쌍의 작은잎을 가지고 있다. 꽃은 적자색으로 초여름에 큰 원추꽃차례를 이루면서 달리는데, 각각의 꽃은 4-5개의 꽃잎을 가지고 있다. 열매는 곧 모양의 핵과로 10월경에 익는다. 주로 산에서 자라며, 특히 전북특별자치도 지역에 분포하고 있다. 열매는 비누 대용품으로 쓰인다.
불교 전설에서 나타나는 무환자(無患子 또는 無患者, 목란자(木欒子)라고도 부른다)에서 그 이름을 따왔다.

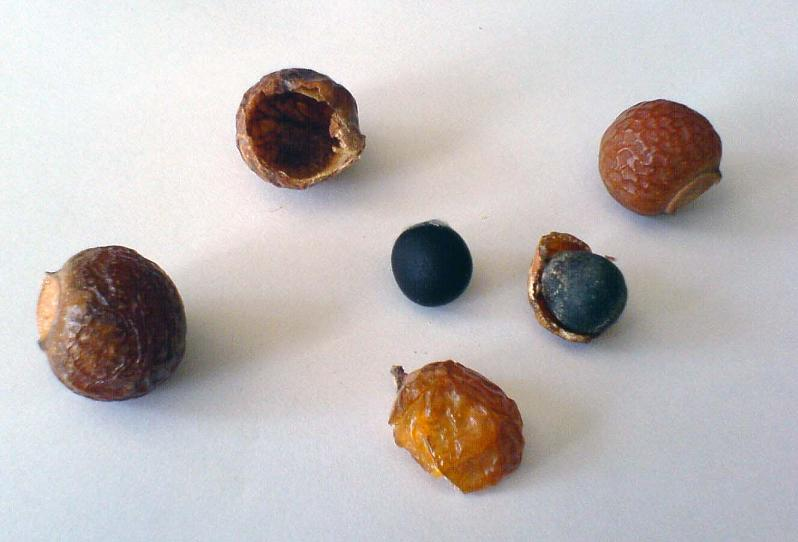
무환자나무 열매

## 참고 문헌
- 이 문서에는 다음커뮤니케이션(현 카카오)에서 GFDL 또는 CC-SA 라이선스로 배포한 글로벌 세계대백과사전의 내용을 기초로 작성된 글이 포함되어 있습니다.